# Edward Fitzsimmons Dunne

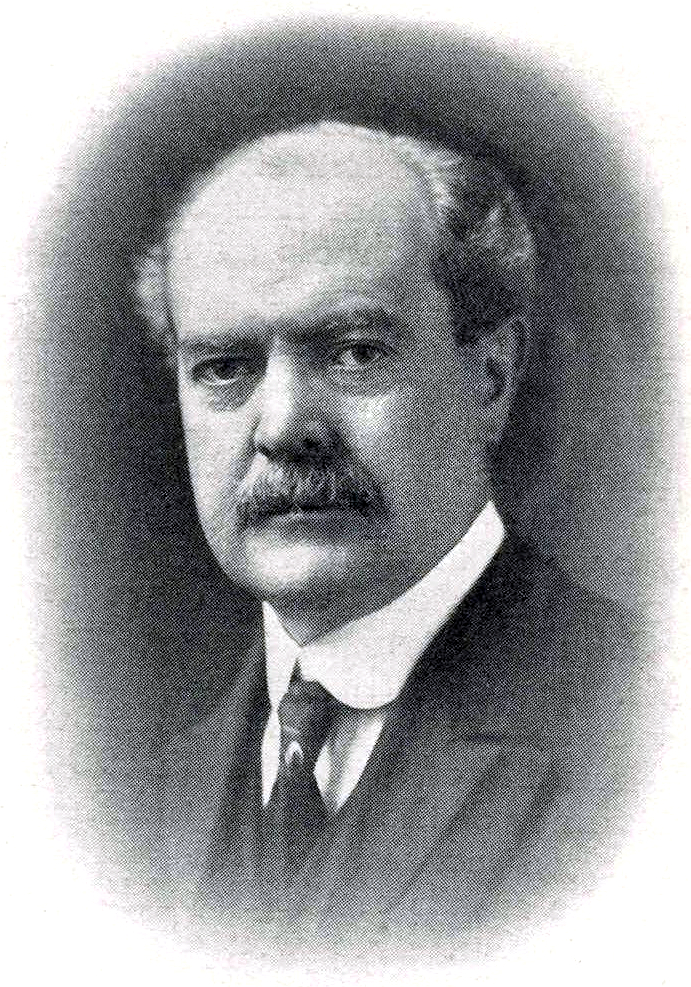
Edward Fitzsimmons Dunne

Edward Fitzsimmons Dunne, född 12 oktober 1853 i Watertown, Connecticut, död 24 maj 1937 i Chicago, Illinois, var en amerikansk demokratisk politiker. Han var borgmästare i Chicago 1905–1907 och guvernör i Illinois 1913–1917.
Dunne studerade juridik vid Union College of Law (numera Northwestern University) och inledde sin karriär som advokat i Chicago. Han var därefter domare innan han blev borgmästare.
I 1912 års guvernörsval i Illinois besegrade han ämbetsinnehavaren Charles S. Deneen. Dunne kandiderade fyra år senare till omval och förlorade mot republikanen Frank Orren Lowden.
Dunne grundade organisationen National Unity Council för att bekämpa Ku Klux Klan. Han gav ut Illinois historia i fem band med titeln Illinois: The Heart of the Nation (1933). Dunnes grav finns på Calvary Cemetery i Evanston.